# Ātīnī
Ātīnī (persiska: آتينی) är en ort i Iran.   Den ligger i provinsen Mazandaran, i den norra delen av landet, 200 km öster om huvudstaden Teheran. Ātīnī ligger 1 404 meter över havet och antalet invånare är 110.
Terrängen runt Ātīnī är varierad.Runt Ātīnī är det ganska tätbefolkat, med 111 invånare per kvadratkilometer. Närmaste större samhälle är Kīāsar, 12,4 km norr om Ātīnī. Trakten runt Ātīnī består i huvudsak av gräsmarker.